# 尼古拉·馬西米連諾維奇

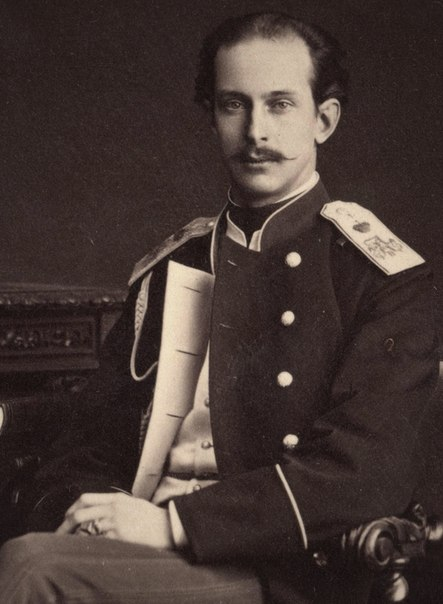
尼古拉·馬西米連諾維奇

尼古拉·馬西米連諾維奇（法語：Nicolas Maximilianovitch、俄語：Николай Максимилианович，1843年8月4日—1891年1月6日），洛伊希滕貝格公爵，博阿爾內家族的成員。
尼古拉的父親是前任洛伊希滕貝格公爵馬克西米利安·德·博阿爾內，母親是沙皇尼古拉一世的女兒瑪麗亞女大公。

## 家庭
1868年，尼古拉與娜潔日達·安年科娃結婚，兩人共有兩個兒子：
1. 尼古拉（法语：Nicolas Nikolaïevitch de Leuchtenberg (1868-1928)）（1868年—1928年）
2. 格奧爾基（法语：Georges Nikolaïevitch de Leuchtenberg）（1872年—1929年）